# Гидроарсенат олова(II)
Гидроарсенат олова(II) — неорганическое соединение, 
кислая соль металла олова и мышьяковой кислоты с формулой SnHAsO4,
кристаллы,
образует кристаллогидрат.

## Получение
- Растворение гидроксида олова(II) в растворе мышьяковой кислоты

{\displaystyle {\mathsf {Sn(OH)_{2}+H_{3}AsO_{4}\ {\xrightarrow {}}\ SnHAsO_{4}+3H_{2}O}}}

## Физические свойства
Гидроарсенат олова(II) образует бесцветные кристаллы
моноклинной сингонии,
пространственная группа P 21/c,
параметры ячейки a = 0,4777 нм, b = 1,4153 нм, c = 0,6024 нм, β = 100,25°, Z = 4.
Образует кристаллогидрат состава SnHAsO4•½H2O — бесцветные кристаллы
моноклинной сингонии,

параметры ячейки a = 0,4931 нм, b = 1,366 нм, c = 0,6133 нм, β = 100,18°, Z = 4.

## Химические свойства
- При нагревании кристаллогидрат теряет воду:

{\displaystyle {\mathsf {2SnHAsO_{4}\cdot 0,5H_{2}O\ {\xrightarrow {150^{o}C}}\ 2SnHAsO_{4}+H_{2}O}}}
- При сильном нагревании образует диарсенат олова:

{\displaystyle {\mathsf {2SnHAsO_{4}\ {\xrightarrow {T}}\ Sn_{2}As_{2}O_{7}+H_{2}O}}}

## Применение
- В ветеринарии как антигельминтное средство.